# Libnotes (Libnotes) quinquecostata
Libnotes (Libnotes) quinquecostata is een tweevleugelige uit de familie steltmuggen (Limoniidae). De soort komt voor in het Oriëntaals gebied.